# Sigtuna község
Sigtuna község (svédül: Sigtuna kommun) Svédország 290 községének egyike. A jelenlegi községet 1971-ben hozták létre. Nevét az apró, de hosszú múltra visszatekintő Sigtuna városáról kapta, székhelyét viszont a nagyobb Märsta településre helyezték.

## Települések
A község települései:
| Település  | Népesség | Megjegyzés         |
| ---------- | -------- | ------------------ |
| Märsta     | 30576    | a község székhelye |
| Rosersberg | 1671     |                    |
| Sigtuna    | 10699    |                    |

## Népesség
| Lakosok száma | 43 723 | 47 146 | 48 130 | 48 964 | 49 537 | 50 273 | 51 876 | 52 529 | 52 767 | 52 719 |
|               | 2014   | 2017   | 2018   | 2019   | 2020   | 2021   | 2022   | 2023   | 2024   | 2025   |